# Periophthalmus argentilineatus
Periophthalmus argentilineatus es una especie de peces de la familia de los Gobiidae en el orden de los Perciformes.

## Morfología
Los machos pueden llegar a alcanzar los 19 cm de longitud total.

## Distribución geográfica
Se encuentra desde el sur del Mar Rojo hasta Sudáfrica, las Islas Marianas, Samoa, las Islas Ryukyu, al oeste de Australia y Oceanía

## Observaciones
Es inofensivo para los humanos.